# 퍼시픽 이스트 아시아 카고 항공
퍼시픽 이스트 아시아 카고 항공(영어: Pacific East Asia Cargo Airlines)은 필리핀의 화물 항공사로 총 17개 노선을 취항하고 있다. 본사는 필리핀 파사이에 위치해 있으며 1990년에 설립했다. 또한 사용하고 있는 허브 공항으로 니노이 아키노 국제공항과 디오스다도 마카파갈 국제공항이 있다.

## 보유 기종
- 2012년 3월 기준으로 퍼시픽 이스트 아시아 카고 항공은 다음과 같은 기종을 보유하고 있다.[1][2][3][4]